# Phoradendron pachyneuron
Phoradendron pachyneuron är en sandelträdsväxtart som beskrevs av Kuijt. Phoradendron pachyneuron ingår i släktet Phoradendron och familjen sandelträdsväxter. Inga underarter finns listade i Catalogue of Life.